# هورنی سلیونو
هورنی سلیونو (به چکی: Horní Slivno) یک منطقهٔ مسکونی در جمهوری چک است که در ناحیه ملادا بولسلاو واقع شده‌است. هورنی سلیونو ۶٫۶۷ کیلومتر مربع مساحت و ۲۱۴ نفر جمعیت دارد و ۱۹۷ متر بالاتر از سطح دریا واقع شده‌است.